# Telomerina antonini
Telomerina antonini är en tvåvingeart som beskrevs av Rohacek 1983. Telomerina antonini ingår i släktet Telomerina och familjen hoppflugor. Inga underarter finns listade i Catalogue of Life.